# ستان ترافورد
ستان ترافورد (بالإنجليزية: Stan Trafford)‏ هو لاعب كريكت ولاعب كرة قدم بريطاني في مركز الهجوم، ولد في 21 ديسمبر 1945 في ليك في المملكة المتحدة، وتوفي في 2020. لعب مع بورت فايل وماكليسفيلد تاون.